# Gueser Kopf
De Gueser Kopf is een 2740 meter (volgens andere bronnen 2850 meter) hoge berg in de Ötztaler Alpen in het Oostenrijkse Tirol.
De berg is gelegen in de Nauderer Bergen, een subgroep van de Ötztaler Alpen, net ten zuidoosten van Nauders. Het 2600 meter Tscheyjoch scheidt de berg van de 2666 meter hoge Tscheyegg. Vanaf deze bergrug is de top van de Gueser Kopf 's winters bereikbaar via een sleeplift. De flanken van de Gueser Kopf maken namelijk deel uit van een groot skigebied rondom Nauders.